# Hologagrella reticulata
Hologagrella reticulata is een hooiwagen uit de familie Sclerosomatidae.